# Andrzej Misiuk
Andrzej Misiuk (ur. 11 kwietnia 1958 roku w Pogrodziu) – profesor nauk humanistycznych, polski historyk, specjalizujący się w historii administracji i historii prawa, zajmuje się też problematyką bezpieczeństwa wewnętrznego, wykładowca Wydziału Nauk Politycznych i Studiów Międzynarodowych Uniwersytetu Warszawskiego, doktor honoris causa Uniwersytetu Humanistyczno-Przyrodniczego w Siedlcach.

## Życiorys
Ukończył studia na Uniwersytecie Mikołaja Kopernika w Toruniu. W 1988 roku uzyskał stopień doktora na UMK w Toruniu. Przedmiotem rozprawy doktorskiej była organizacja i działalność Policji Państwowej w okresie międzywojennym. Była to pierwsza próba zapełniania tzw. „białej plamy” w najnowszej historii Polski. Kolejny etap rozwoju naukowego wyznaczyło uzyskanie stopnia doktora habilitowanego nauk humanistycznych w zakresie historii w 1996 roku, również na UMK, na podstawie rozprawy Służby specjalne w II Rzeczypospolitej 1918–1939. W 2008 roku otrzymał tytuł profesora nauk humanistycznych. Od początku swojej kariery naukowej przez wiele lat związany z Wyższą Szkołą Policji w Szczytnie. Od 1997 roku jest związany z uczelniami olsztyńskimi, początkowo Wyższą Szkołą Pedagogiczną, następnie UWM, gdzie pełnił m.in. funkcję prodziekana na Wydziale Prawa i Administracji. Od 2008 roku jest zatrudniony w Instytucie Nauk Politycznych Uniwersytetu Warszawskiego. Pełni funkcję kierownika Katedry Nauk o Bezpieczeństwie.
Od 1990 roku członek komitetu redakcyjnego „Przeglądu Policyjnego”, zaś od 2011 roku „Internal Security”. Członek Światowego Stowarzyszenia Szefów Policji z siedzibą w Nowym Jorku (od 2000 roku). Był inicjatorem prac nad utworzeniem kierunku studiów wyższych – bezpieczeństwo wewnętrznej (2005 rok) oraz nowej dyscypliny naukowej – nauk bezpieczeństwie (2010 rok). Od 2016 roku jest członkiem Centralnej Komisji ds. Stopni i Tytułów przy Prezesie Rady Ministrów. W jej ramach w sekcji nauk społecznych i humanistycznych reprezentuje dyscyplinę naukową – nauki o bezpieczeństwie. Ekspert Akademickiej Komisji Akredytacyjnej w zakresie kierunków kształcenia: bezpieczeństwo narodowe i wewnętrzne (od 2012 roku).
Przedmiotem jego zainteresowań naukowych jest problematyka szeroko pojętego bezpieczeństwa, zwłaszcza dzieje instytucji policyjnych i służb specjalnych w Polsce oraz systemy bezpieczeństwa wewnętrznego w wymiarze krajowym i europejskim. Zainicjował jeszcze w 1989 roku i przez wiele lat kontynuował badania naukowe dotyczące przedwojennej policji. Utworzył Zakład Historii Policji w Wyższej Szkole Policji, gdzie w latach 1990-2007 pełnił funkcję dyrektora Instytutu. Jest też autorem pierwszej pełnej monografii historii służb specjalnych II RP. Brał udział w międzynarodowym zespole historyków, który przygotował dzieje policji Europy okresu międzywojennego, które ukazały się w Londynie w 2006 roku nakładem renomowanego wydawnictwa Palgrave Macmillan. Ponadto brał czynny udział w pracach organizacji społecznych starających się upamiętnić tragiczny los Polaków w Rosji sowieckiej po 1939 roku – przede wszystkim przedwojennych policjantów. Uczestniczył w pracach mających na celu identyfikację ofiar zbrodni sowieckiej w Twerze w 1940 roku prowadzonych przez Ośrodek „Karta” w ramach Indeksu Represjonowanych oraz opracował inskrypcje cmentarne na zlecenie Rady Ochrony Pamięci Walk i Męczeństwa. Za dokonania w tym obszarze został przez Kapitułę Honorowego Medalionu Pamięci Pieta Miednoje 1940 rok uhonorowany tym medalionem w 2004 roku.
Pełnił funkcję kierownika polskiej części projektu, który zainicjowały w 1994 roku Wyższa Szkoła Policji w Szczytnie wspólnie z Polizeifuhrungsakademie w Munster-Hiltrup (Niemcy) oraz Akademią Policji Litwy w Wilnie. Były to badania naukowe na temat oceny policji przez społeczeństwa w krajach postkomunistycznych (badania porównawcze w Polsce, Litwie i wschodnich landach Niemiec). Projekt badawczy był finansowany przez Fundację Współpracy Polsko-Niemieckiej. Ponadto autor raportu dot. „Wpływu reformy administracyjnej państwa na działalność Policji”. Autor nowatorskiego projektu kształcenia i doskonalenia kadr kierowniczych Policji, w którego ramach zrealizowano wspólnie z policją holenderską szkolenie komendantów wojewódzkich, ponadto przeszkolono w oparciu o autorski program wszystkich komendantów powiatowych i komisariatów Policji. W oparciu o przygotowany projekt w 2002 roku Minister Spraw Wewnętrznych i Administracji zatwierdził i polecił wdrożyć do realizacji program kształcenia kandydatów na stanowiska kierownicze Policji w formie studiów podyplomowych „Studium Zarządzania” w WSPol w Szczytnie. Również Przewodniczący Krajowego Komitetu Ekspertów ds. Bezpieczeństwa EURO 2012 (2009-2012). Koordynator zespołu ewaluatorów ćwiczenia zgrywającego podmiot systemu zarządzania kryzysowego przed rozgrywkami UEFA EURO 2012 pk. „Libero” realizowane przez Rządowe Centrum Bezpieczeństwa (2010-2011).
Promowanie kadr naukowych: promotor dziesięciu prac doktorskich (otworzone dwa przewody doktorskie), autor dwunastu recenzji habilitacyjnej i 23 doktorskich, przewodniczący 19 komisji habilitacyjnych, opiniodawca dwóch wniosków profesorskich, opiniodawca CK dwóch wniosków uczelnianych o uprawnienia doktorskie w zakresie dyscypliny naukowej – nauki o bezpieczeństwie.
Opublikował 56 pozycji książkowych, 7 wydawnictw źródłowych, 177 artykułów i przyczynków naukowych, 6 publikacji popularnonaukowych oraz siedem recenzji, które ukazały się zarówno w krajowym jak i zagranicznym czasopiśmiennictwie (w Niemczech, Litwie i Francji, Wielkiej Brytanii, Rumunii, Rosji, Hiszpanii).
W 2004 otrzymał Medalion Pieta Miednoje 1940, przyznany przez Warszawskie Stowarzyszenie Rodzina Policyjna 1939 roku.

## Wybrane publikacje
- Policja Państwowa 1919–1939: powstanie, organizacja, kierunki działania (1996, ISBN 83-01-12037-1)
- Służby specjalne II Rzeczypospolitej (1998, ISBN 83-11-08845-4)
- Komunikacja społeczna w policji (1998, współautor, ISBN 83-85703-62-4)
- Zarządzanie jakością w policji (2002, współautor, ISBN 83-88450-32-8)
- Administracja spraw wewnętrznych w Polsce: od połowy XVIII wieku do współczesności. Zarys dziejów (Olsztyn 2005, ISBN 83-7299-427-7)
- Instytucje policyjne w Polsce od X wieku do współczesności. Zarys dziejów (Szczytno 2006, ISBN 83-7462-042-0)
- Powiat szczycieński: przeszłość - współczesność: praca zbiorowa (Szczytno 2006, współredaktor, współautor)
- Administracja porządku i bezpieczeństwa publicznego: zagadnienia prawno-ustrojowe (2008, ISBN 978-83-60501-88-7)
- Historia policji w Polsce od X wieku do współczesności (Wydawnictwo Akademickie i Profesjonalne, Warszawa 2008, ISBN 978-83-60807-02-6)
- Powstanie Policji Państwowej w odrodzonej Rzeczpospolitej 1915-1922 (Szczytno 2009, redakcja i współautor)
- Z problemów bezpieczeństwa. Policja a zagrożenia globalne (Chojnice 2010, współredaktor i autor, ISBN 978-83-62097-06-7)
- Centralne Biuro Śledcze. Dziesięć lat doświadczeń (Szczytno 2010, redaktor i współautor, ISBN 978-83-7462-258-5)
- Спецслужбы Польши против России и Германии. Организационная структура польских спецслужб и их разведывательная и контрразведывательная деятельность в 1918-1939 годах, Издательство: Альянс (Москва 2010, ISBN 978-5-93558-016-2)
- Policje Unii Europejskiej (Oficyna Wydawnicza Łośgraf, Warszawa 2011, współautor, ISBN 978-83-62726-10-3)
- Instytucje bezpieczeństwa wewnętrznego w Polsce. Zarys dziejów (od X wieku do współczesności) (wyd. II, Szczytno 2012,ISBN 978-83-7462-297-4
- Polskie służby specjalne. Słownik, pod red. Konstantego Wojtaszczyka (Warszawa 2011, współautor haseł, ISBN 978-83-7545-272-3
- Nauka o bezpieczeństwie. Istota, przedmiot badań i kierunki rozwoju. Studia i Materiały, pod red. A. Misiuka, L. Grochowskiego, A. Letkiewicza (Szczytno 2011, redaktor, autor, t.1, ISBN 978-83-7462-305-6, t.2, ISBN 978-83-7462-307-0
- 40 lat policyjnego szkolnictwa wyższego w Szczytnie (Szczytno 2012, współautor, ISBN 978-83-7462-327-8
- Państwo- Administracja- Policja, Księga pamiątkowa dedykowana prof. Kazimierzowi Rajchelowi (Szczytno 2012, współredaktor, ISBN 978-83-7462-321-6
- Спецслужбы Польши, Советской России и Германии: Организационная структура польских спецслужб (wyd. Kraft plus, Moskwa 2012, ISBN 978-5-93675-201-8
- Instytucjonalny system bezpieczeństwa wewnętrznego (wyd. Difin, Warszawa 2013, ISBN 978-83-7641-991-6
- Wybrane problemy bezpieczeństwa wewnętrznego państwa, Studia Politologiczne, vol. 34 (Instytut Nauk Politycznych UW, Warszawa 2014, autor i redaktor)
- Historia bezpieczeństwa wewnętrznego w Polsce. Zarys dziejów instytucji i służb w latach 1764-1990 (wyd. Difin, Warszawa 2015, ISBN 978-83-7930-526-1
- Kierunki zmian organizacyjno-technicznych w Służbie Więziennej (wyd. Difin, Warszawa 2015, współredaktor, ISBN 978-83-8085-006-4
- Służby wywiadu i kontrwywiadu II Rzeczypospolitej (wyd. Difin, Warszawa 2016, ISBN 978-83-8085-225-9
- Zarys ustroju administracji spraw wewnętrznych w Polsce. Przemiany prawno-organizacyjne od połowy XVIII wieku do współczesności (wyd. Difin, Warszawa 2018, ISBN 978-83-8085-634-9
- Bezpieczeństwo wewnętrzne państwa. Wybrane problemy teorii i praktyki (wyd. WSPol., Szczytno 2018, współautor, ISBN 978-83-7462-572-2